# Якунин, Вадим Николаевич
Вади́м Никола́евич Яку́нин (род. 14 июня 1973, Тольятти, Куйбышевская область, СССР) — российский историк, религиовед и общественный деятель, специалист в области истории России, истории Русской православной церкви. Доктор исторических наук (1998), профессор.
Проректор по научной и инновационной деятельности и профессор кафедры «Туризм и рекреация» Поволжского государственного университета сервиса (2003—2021). Профессор кафедры гуманитарных и социально-экономических дисциплин Московского художественно-промышленного института (с 2022).
Один из авторов «Православной энциклопедии» и «Историко-культурной энциклопедии Самарского края».

## Биография
Родился 14 июня 1973 года в Тольятти.
В 1990 году закончил среднюю школу с углублённым изучением отдельных предметов № 10 г.о. Тольятти.
В 1995 году окончил исторический факультет Самарского государственного университета.
Окончил аспирантуру и докторантуру Самарского государственного университета.
В аспирантуре получал специальную государственную стипендию Правительства РФ за «выдающиеся способности в учебной и научной деятельности».
В 1998 году в Самарском государственном университете под научным руководством доктора исторических наук, профессора Л. В. Храмкова защитил диссертацию на соискание учёной степени кандидата исторических наук по теме «Патриотическая деятельность Русской Православной церкви и изменение государственно-церковных отношений в годы Великой Отечественной войны 1941—1945 гг.» (специальность 07.00.02 — отечественная история); официальные оппоненты — доктор исторических наук, профессор В. Н. Данилов и кандидат исторических наук, доцент Н. К. Веденеева; ведущая организация — Ульяновский государственный педагогический университет.
В 1998—1999 годах — доцент Тольяттинского филиала Самарского государственного педагогического университета.
В 2002 году в Самарском государственном университете защитил диссертацию на соискание учёной степени доктора исторических наук по теме «Правовой статус, положение, деятельность, внешние связи Русской Православной Церкви в годы Великой Отечественной войны 1941—1945 гг.». Научный консультант — доктор исторических наук, профессор Л. В. Храмков
В 2003—2021 годах — проректор по научной и инновационной деятельности и профессор кафедры «Туризм и рекреация» Поволжского государственного университета сервиса в г.о. Тольятти Самарской области.
С 1 января 2022 года — профессор кафедры гуманитарных и социально-экономических дисциплин Московского художественно-промышленного института.
Член президиума Национальной академии туризма, действительный член Академии Военных наук, Международной славянской академии наук, образования, культуры и искусств, Русского географического общества. С 1995 г. член Тольяттинской писательской организации.

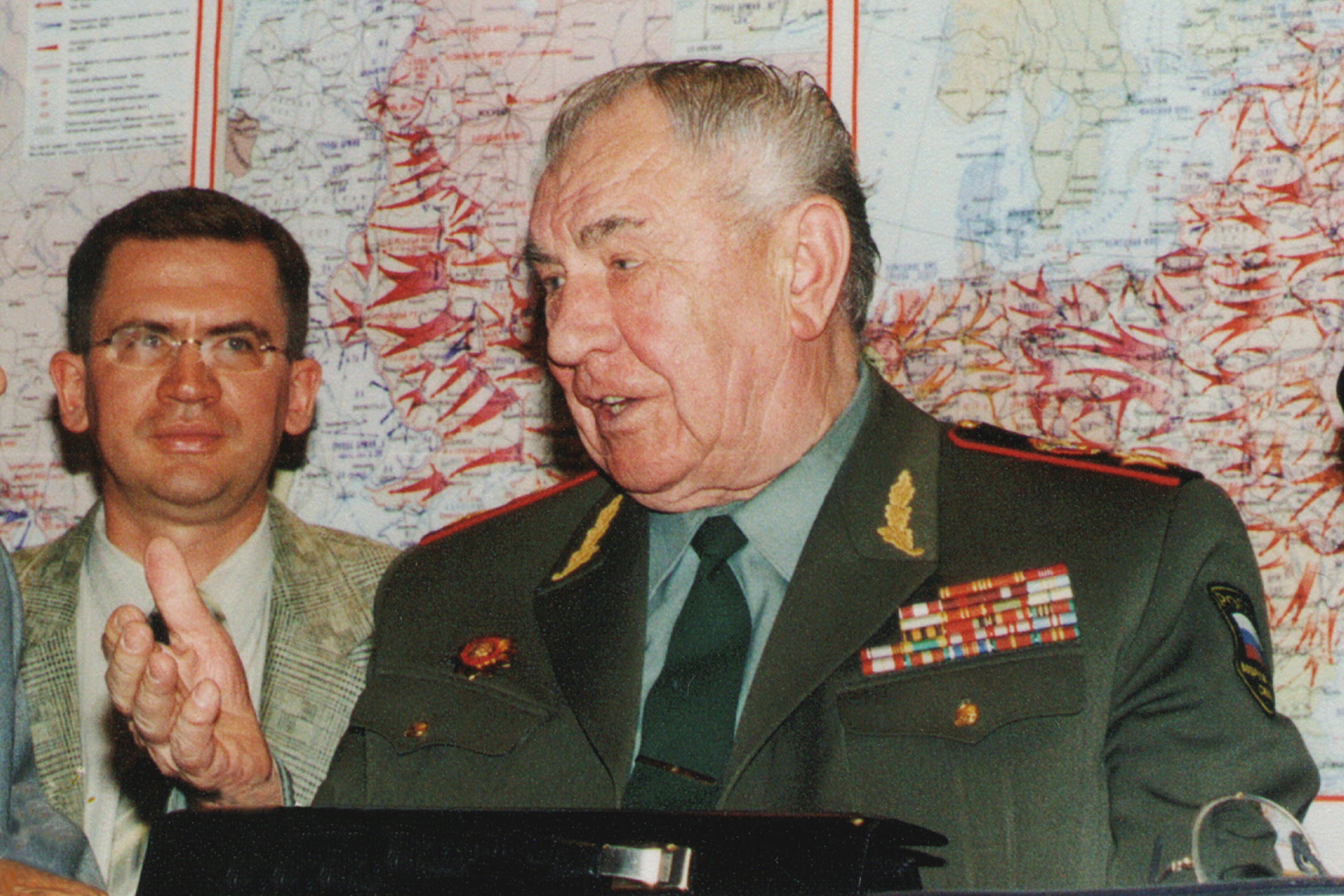
В президиуме научной конференции

## Научная деятельность
Автор свыше 300 научных работ, в том числе 10 монографий, книг, справочников, учебников, 10 статей в международных базах данных WoS и Scopus.
В 2003—2022 гг. соисполнитель ряда научных проектов и грантов, в том числе Фонда президентских грантов и проектов Министерства образования и науки РФ.
Индекс Хирша без учёта самоцитирований = 30.
Входит в состав объединённого диссертационного совета по теории и истории культуры при Саратовском государственном техническом университете имени Ю. А. Гагарина.

## Общественная деятельность

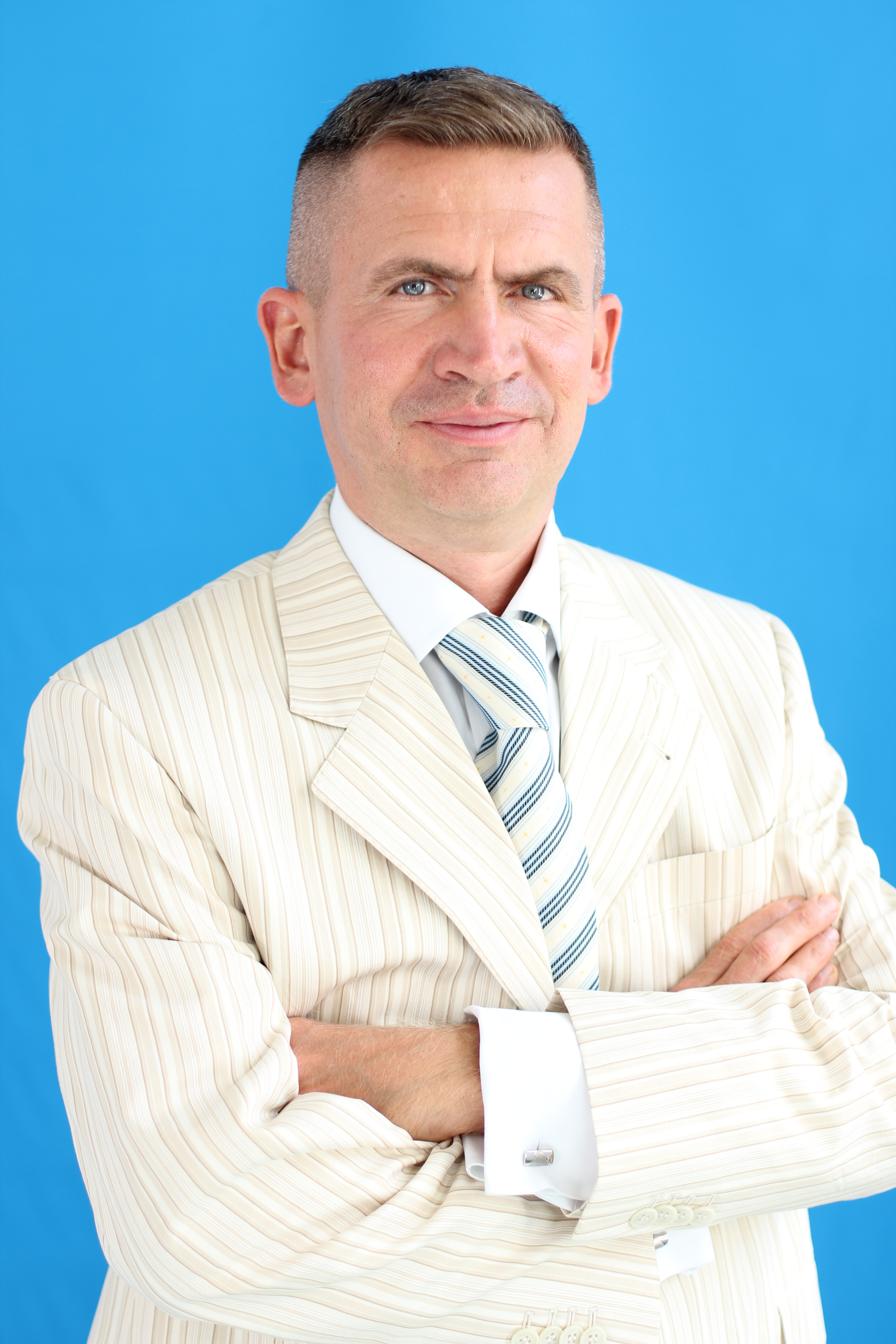

В. Н. Якунин был одним из организаторов благотворительного фонда «Тольятти-Православный» и местной православной религиозной организации прихода в честь Святой Троицы города Тольятти, в 1999—2001 годах возглавлял эти организации. Фонд выступил организатором строительства Христорождественской часовни на Центральной площади Тольятти и возведения вокруг неё архитектурного ансамбля.
В 1998—2000 гг. был консультантом мэрии г. Тольятти по связям с религиозными, общественно-политическими организациями и национально-культурными объединениями граждан.
В 1999—2001 годах на общественных началах работал директором Благотворительного фонда «Тольятти-Православный» и председателем церковно-приходского совета местной православной религиозной организации прихода в честь Святой Троицы г. Тольятти.
В 1999 году являлся членом рабочих групп при мэрии Тольятти по подготовке празднования 2000-летия христианства и встрече патриарха Московского и Руси Алексия II в Тольятти 14 октября 1999 года. Разработал программу встречи патриарха в Тольятти.
Член общественного совета по стратегическому планированию Тольятти. В начале 2000-х годов был одним из организаторов создания органов стратегического планирования Тольятти: общественного совета, стратегического совета и рабочей группы.
В 1998—2008 годах входил в состав совета по проведению государственной религиоведческой экспертизы при Правительстве Самарской области.
В 2003—2005 годах входил в консультационный общественный совет по взаимодействию органов власти и религиозных организаций при мэрии Тольятти, был одним из инициатором создания этого совета и разработчиком положения о совете.
С 2009 года член экспертного совета по проведению государственной религиоведческой экспертизы при Управлении Министерства юстиции РФ по Самарской области.
В 2007—2021 гг. член общественной комиссии по науке при комитете по образованию и науке Самарской губернской думы.
За спасение двух тонувших в Волге детей летом 2021 года по результатам голосования жителей Самарской области в декабре 2021 года стал лауреатом ( Архивная копия от 24 декабря 2021 на Wayback Machine) областной общественной акции «Народное признание» (номинация «Герои нашего времени»).

## Научные труды

### Статьи
- Свидетельствует спецхран // Наука и религия. — 1995. — № 5. — С. 14-15.
- «Велик Бог Земли русской» // Военно-исторический журнал — 1995.— № 1.
- Русская Православная Церковь в годы Великой Отечественной войны // Московский журнал. — 1995. — № 1; № 2; № 7; № 9; № 11.
- ' Из истории Самарской епархии // Журнал Московской Патриархии. — 1995. — № 1-4.
- Митрополит Владимир Богоявленский // Журнал Московской Патриархии. — 1998. — № 1.
- Положение Русской Православной Церкви и структура её центральных органов управления в 1941—1945 гг. // Известия Самарского научного центра РАН. Спец. выпуск «Современные проблемы истории и философии». Самара, 2002.
- Русская Православная Церковь в годы Великой Отечественной войны // Преподавание истории в школе. — 2002. — № 9.
- Международная деятельность Русской Православной Церкви в годы Великой Отечественной войны 1941—1945 гг. // Дипломатический вестник МИД РФ. — 2002. — № 10.
- Внешние связи Русской православной церкви в годы Великой Отечественной войны 1941—1945 гг. (недоступная ссылка) // Вестник Самарского государственного университета. Серия «Гуманитарные науки. История». — 2003. — № 1.
- Духовное образование в России в годы Великой Отечественной войны // Педагогика. — 2003. — № 1.
- Укрепление положения Русской Православной Церкви и структура её управления в 1941—1945 гг. Архивная копия от 21 апреля 2012 на Wayback Machine // Отечественная история. — 2003. — № 4.
- Правовое положение Русской Православной церкви в годы Великой Отечественной войны 1941—1945 гг. // История государства и права. — 2003. — № 1.
- Русская Православная церковь в Японии в 1941—1946 гг. // Новая и новейшая история. — 2004. — № 5.
- Проблема повышения роли туризма в развитии Самарской области и г. Тольятти // Вестник Национальной академии туризма. — 2008. — № 2.
- Развитие религиозного туризма как составляющей части историко-культурного наследия на современном этапе // Вестник Саратовского государственного технического университета. — 2011.
- Современное состояние, проблемы и перспективы развития религиозного туризма в Российской Федерации // Азимут научных исследований: экономика и управление. — 2014.
- Овсянников В. П., Якунин В. Н. Памятники православного культа как элемент региональной традиционной культуры и турресурс городского округа Тольятти // Сервис plus. — 2014.
- Овсянников В. П., Якунин В. Н. Православные храмы как элемент региональной традиционной культуры и турресурс : (на примере городского округа Тольятти) // Модернизация культуры: идеи и парадигмы культурных изменений: материалы II Международной научно-практической конференции, 22-23 мая 2014 года. [В 3 ч.]. Ч. 3. — Самара: СГАКИ, 2014. — C. 263—271.
- Овсянников В. П., Якунин В. Н. Традиционное культурное наследие в молодых индустриальных городах // Балтийский гуманитарный журнал. — 2014.
- Овсянников В. П., Якунин В. Н. Религиозный туризм как механизм поддержания духовно-культурных процессов на уровне регионального социума // Сервис в России и за рубежом. — 2016.
- Религиозный туризм и паломничество: особенности организации, проблемы и перспективы развития // Культурное наследие России. — 2017.
- Белько Т. В., Бесчастнов Н. П., Овсянников В. П., Якунин В. Н. Реновация православного архитектурного наследия в контексте религиозного туризма среднего Поволжья // Вестник славянских культур. — 2018.
- Православие и взаимодействие культур в истории дореволюционного Ставрополя-Тольятти // Вестник славянских культур. — 2019.
- Роль правящих архиереев в становлении и развитии Самарской епархии в 1851—1917 гг. // Известия высших учебных заведений. Поволжский регион. Гуманитарные науки. — 2019.
- Взаимодействие САМАРСКОЙ ЕПАРХИИ С СИЛОВЫМИ СТРУКТУРАМИ РОССИЙСКОЙ ФЕДЕРАЦИИ В 1993—2011 ГГ. // Известия высших учебных заведений. Поволжский регион. Гуманитарные науки. — 2021.
- Государственно-церковные отношения и религиозная ситуация в ПРОВИНЦИАЛЬНОМ ГОРОДЕ В 1997—2003 ГГ. (НА ПРИМЕРЕ ГОРОДА ТОЛЬЯТТИ) // Вестник Волгоградского государственного университета. Серия 4: История. Регионоведение. Международные отношения. — 2021.
- Религиозная ситуация в СТАВРОПОЛЕ-НА-ВОЛГЕ В КОНЦЕ ХVIII — НАЧАЛЕ ХХ вв. // Известия высших учебных заведений. Поволжский регион. Гуманитарные науки. — 2021.
- Взаимодействие Самарской епархии с казачеством в 1993—2019 гг. // Казачество. — 2022.
- КУЛЬТУРНО-ПРОСВЕТИТЕЛЬСКАЯ ДЕЯТЕЛЬНОСТЬ САМАРСКОЙ ЕПАРХИИ РУССКОЙ ПРАВОСЛАВНОЙ ЦЕРКВИ в 1995—2010 ГГ. // Известия высших учебных заведений. Поволжский регион. Гуманитарные науки. — 2022.
- Религиозная ситуация в Тольятти на примере РУССКОЙ ПРАВОСЛАВНОЙ ЦЕРКВИ (1988—1997 ГГ.) // Вестник Волгоградского государственного университета. Серия 4: История. Регионоведение. Международные отношения. — 2022.
- Взаимодействие с молодежью в Самарской епархии Русской православной церкви в 2001—2019 гг. // Известия высших учебных заведений. Поволжский регион. Гуманитарные науки. — 2023.
- Религиозные организации в Тольятти (1989—1998 ГГ.) // Вестник Волгоградского государственного университета. Серия 4: История. Регионоведение. Международные отношения. — 2023.
- Деятельность образовательных светских учреждений религиозной направленности в Тольятти в 1989—2013 гг. // Известия высших учебных заведений. Поволжский регион. Гуманитарные науки. — 2024.
- Религиозные организации Тольятти в 1989—2001 годах // Исторический поиск / Historical Search. — 2024. — Т. 5, № 2. — С. 69-84. DOI: 10.47026/2712-9454-2024-5-2-69-84.

### Монографии
- Якунин В. Н. Положение и деятельность Русской православной церкви в годы Великой Отечественной войны 1941—1945 гг. — Самара: Издательство «Самарский университет», 2001. — 399 с. ISBN 5-86465-133-8
- Якунин В. Н. Русская православная церковь на оккупированных территориях СССР в годы Великой Отечественной войны 1941—1945 гг. — Самара: Издательство «Самарский университет», 2001. — 242 с. ISBN 5-86465-134-6
- Якунин В. Н. Внешние связи Московской Патриархии и расширение её юрисдикции в годы Великой Отечественной войны 1941—1945 гг. / Сам. гос. ун-т. Ин-т права и археологии Поволжья. — Самара : Науч.-техн. центр, 2001. — 211 с. ISBN 5-900827-49-6
- Якунин В. Н. Русская Православная Церковь в годы Великой Отечественной войны 1941—1945 гг.: историография и источниковедение проблемы. — Самара: Современник, 2002. — 167 с. ISBN 5-85234-151-7
- Якунин В. Н. Вклад Русской Православной Церкви в победу над фашизмом и изменение государственно-церковных отношений в годы Великой Отечественной войны 1941—1945 гг. — Самара, 2002.
- Якунин В. Н. История Самарской епархии. — Тольятти: Поволжский гос. ун-т сервиса, 2011. — 623 с. ISBN 978-5-9581-0235-8

### Учебные издания
- Якунин В. Н. Русская Православная церковь в годы Великой Отечественной войны 1941—1945 гг.: учебное пособие по курсу «Отечеств. история». — Тольятти: Тольят. гос. акад. сервиса, 2004. — 271 с.

### Научно-популярные издания
- Якунин В. Н. За веру и Отечество. Самара, 1995.
- Якунин В. Н. Религиозные организации г. Тольятти (справочник). — Тольятти, «Современник», 1999.
- Якунин В. Н. История Самарской епархии в портретах её архиереев. — Тольятти: «Современник», 1999. — 207 с. ISBN 5-85234-043-X
- Якунин В. Н. Город Святого Креста (церковная история города Ставрополя-Тольятти). — Тольятти: Изд-во ТГУС, 2007. — 287 с. ISBN 978-5-9581-0092-7

## Публицистика
- Якунин В. Н. Под ризами бились солдатские сердца // Красная звезда. — 1996. — 3 июня
- Якунин В. Н. В годы беды всенародной // Лит. Россия. — 1994. — 29 апр. (№ 17-18). — С. 11.
- Якунин В. Н. Дело стояния за Родину. Патриотическая деятельность русской православной церкви в годы Великой Отечественной войны  Архивная копия от 10 сентября 2016 на Wayback Machine // История. Ежедневная газета для учителей истории и обществознания. — 2004. — № 17.

## Награды
Ведомственные

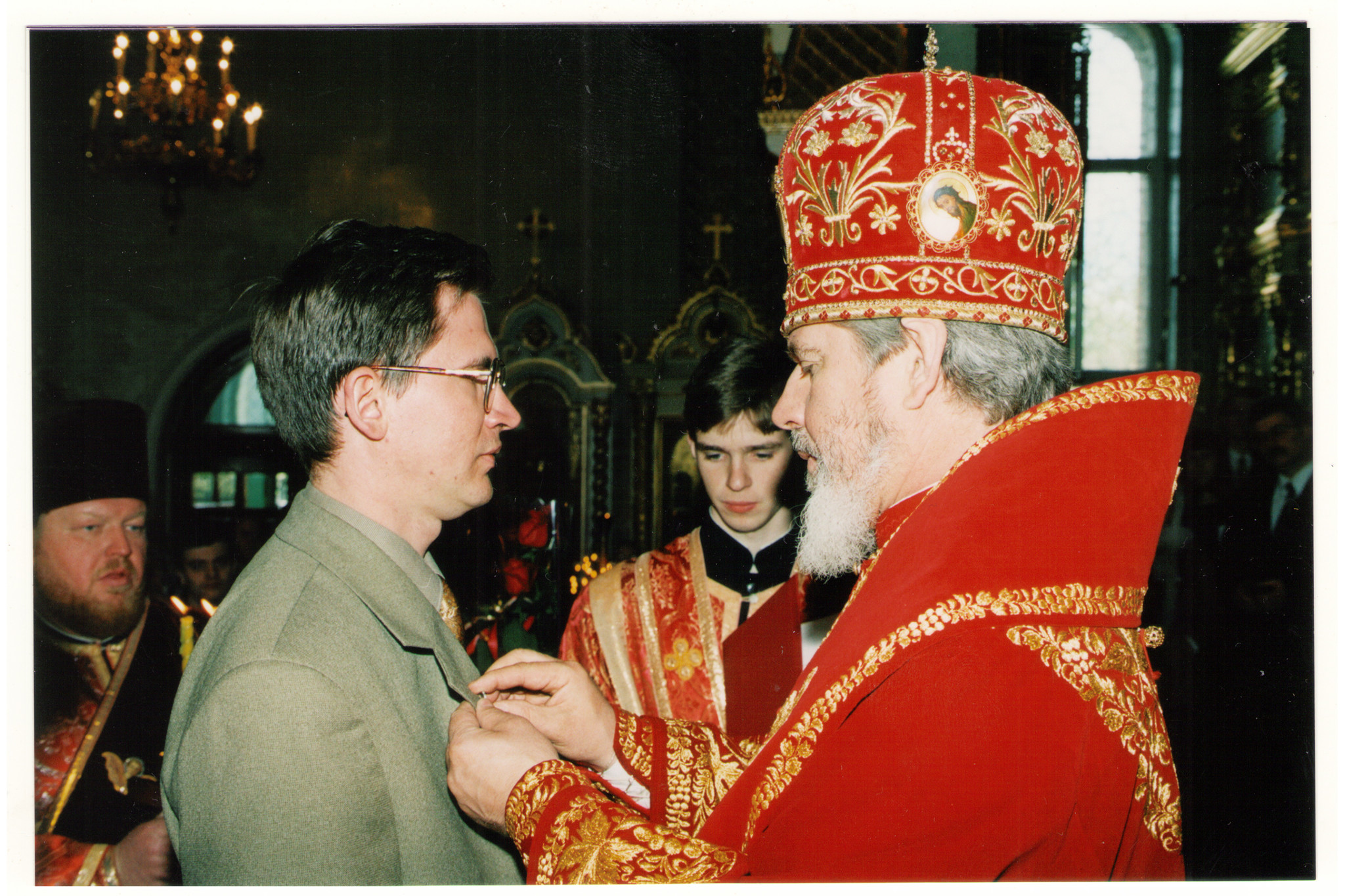
Митрополит Сергий вручает церковную награду

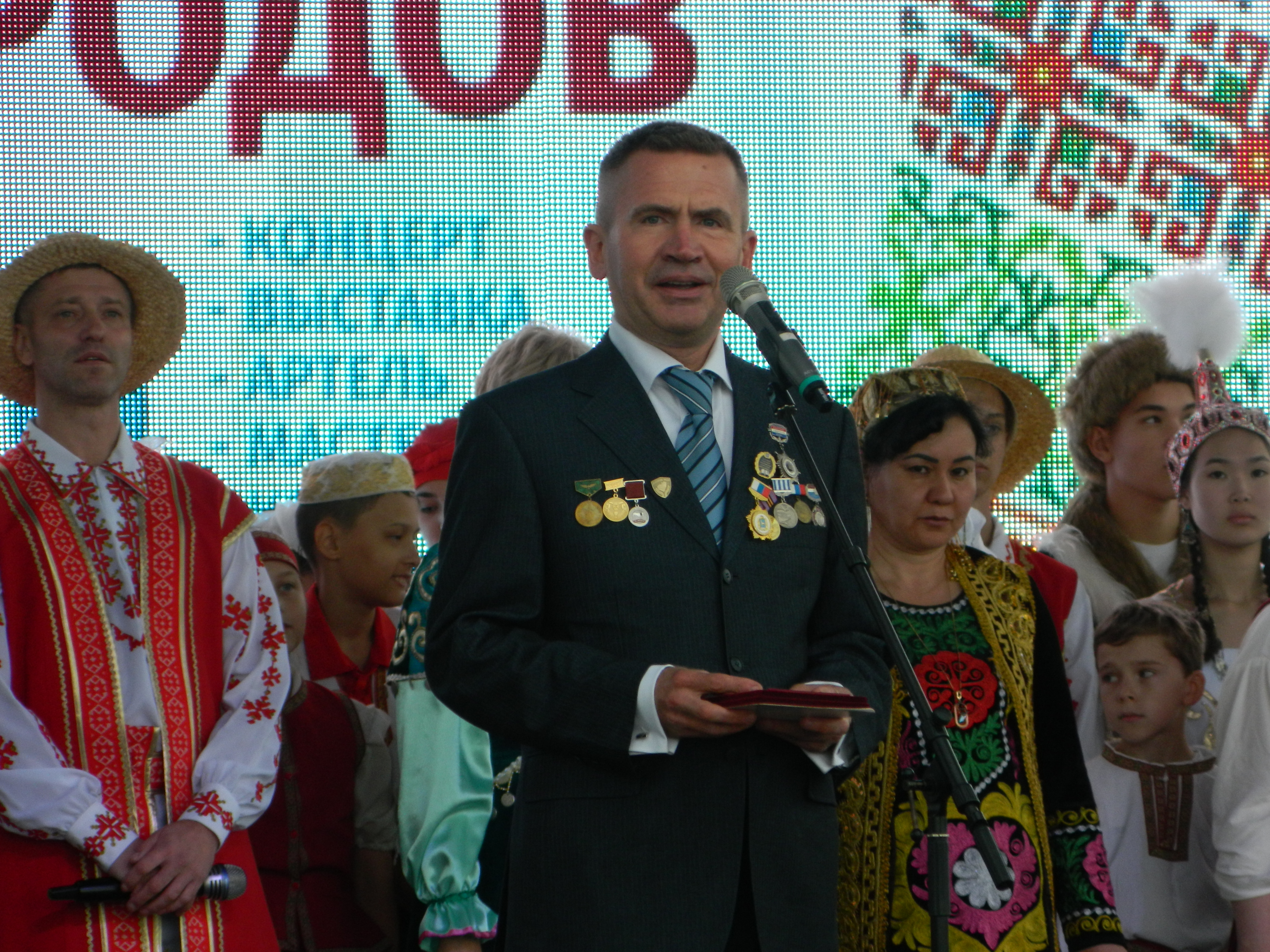

- Почётное звание Министерства образования и науки Российской Федерации «Почётный работник высшего профессионального образования Российской Федерации» (2012)
- Почётная грамота Министерства образования и науки Российской Федерации (2010)
- Благодарность Министра спорта, туризма и молодёжной политики РФ (2011)
- Благодарность Министра культуры РФ (2016)

Региональные
- Лауреат областной общественной акции «Народное признание» (2021)
- Лауреат областной общественной акции «Благородство» (2022)
- Лауреат губернской премии в области науки и техники (2015)
- Почётный знак губернатора Самарской области «За вклад в укрепление дружбы народов» (2022)
- Почётный Знак Самарской Губернской Думы «За служение Закону» (2015)
- Почётная грамота Губернатора Самарской области (2011)
- Почётная грамота Самарской Губернской Думы (2006)
- Памятный знак «За успехи в высшем образовании и научной деятельности» (2018)
- Памятный знак «Куйбышев — запасная столица» (2016)

Муниципальные
- Благодарность главы г. Тольятти за «проявленный героизм и мужество, бдительность и самоотверженность, активную гражданскую позицию, грамотные своевременные действия в экстремальной обстановке и милосердное отношение к окружающим при спасении двух мальчиков с риском для жизни» 9 июля 2021 г.
- Почётная грамота мэра г.о. Тольятти (2011)
- Почётная грамота Думы г.о. Тольятти (2015)
- Почётный Диплом Думы г.о. Тольятти (2012)
- Благодарность Думы г.о. Тольятти (2011)
- Почётная грамота Департамента образования мэрии г. о. Тольятти (2005)
- Почётная грамота Тольяттинского управления Министерства образования и науки Самарской области (2007)
- 2 Благодарности руководителя МАУ г.о. Тольятти «Агентство экономического развития» (2012, 2014)

Русской православной церкви
- Серебряный знак святителя Алексия, митрополита Московского — награда Самарской епархии Русской Православной церкви (1999)
- Медаль «Участнику строительства Христорождественской часовни» — награда Самарской епархии Русской Православной церкви (2000)
- благодарности Фонда по премиям памяти митрополита Московского и Коломенского Макария (Булгакова) (2003, 2005)

Общественных организаций
- медаль Национальной академии туризма «За заслуги» (2014)
- почётная грамота Совета ректоров Самарской области (2006)
- премия Академии Военных наук РФ имени А. А. Свечина (2024)

Вузовские
- Почётный профессор ПВГУС (2006)
- Памятная медаль лауреата Первых Всероссийских Платоновских чтений (1996).
- Благодарность декана географического факультета МГУ им. М. В. Ломоносова, академика РАН Н. С. Касимова и заведующего кафедрой рекреационной географии и туризма МГУ им. М. В. Ломоносова, д.г.н., профессора В. И. Кружалина (2014)
- Почётные грамоты, благодарности ректора Поволжского государственного университета сервиса

## Интервью
- Брозднякова Татьяна. За веру и Отечество. Вадим Якунин и его книга // Площадь свободы. 1 июня 1995 г.
- Лысякова Светлана. В критические моменты государство всегда обращается к церкви // Площадь свободы. № 24 (2488). 9 февраля 2001 г.
- Шохова Татьяна. Вадим Якунин: с историей по жизни // «Тольяттинское обозрение». 12 августа 2003 г.
- Юный доктор // «Городские ведомости». № 28 (234) от 22 июля 2003 года
- Жалейка Людмила. Радуюсь возрождению веры в сердцах наших соотечественников // Церковный вестник Тольятти (Ставрополь-на-Волге). № 4(88), апрель 2006 г.
- Жоголев Антон. Священная война // Благовестъ. Православная газета. 07.05.2010 г.
- Интервью на телевидении: РЕН ТВ: Странное дело — 067 серия — Ангел безнадежных (эфир: 18.01.2013); Путь: православная программа для семейного просмотра. Автор и ведущий Алексей Солоницын. Телекомпания СКАТ. Эфир: май 1995 г.
- Жоголев Антон. Народное признание // Благовест. 2022. № 1.
- Тарасова Ольга. Полагая души свои за други своя // Наш город. 17.02.1998.
- Опасно, когда человек становится фанатиком // Площадь свободы. 14.07.2001.